# أندرو كلارك
أندرو كلارك (23 ديسمبر 1961 - ) (بالإنجليزية: Andrew Clarke)‏ هو لاعب كريكت بريطاني. لعب مع نادي مقاطعة ساسكس للكركيت ‏ وBuckinghamshire County Cricket Club ‏ وNorfolk County Cricket Club ‏.

## وصلات خارجية
- أندرو كلارك على موقع إي آس بي آن كريك إنفو (الإنجليزية)